# 2014 FIFAワールドカップ・ヨーロッパ予選グループA
このページは、2014 FIFAワールドカップ・ヨーロッパ予選のグループAの結果をまとめたものである。このグループは、クロアチア、セルビア、ベルギー、スコットランド、マケドニア、ウェールズの6カ国・地域からなる。
1位チームはそのまま2014 FIFAワールドカップ本大会出場が決まる。各グループ2位のチームのうち、成績上位の8チームを2チームずつ4組に分け、ホーム・アンド・アウェー方式で対戦を行う。各勝者が本大会出場権を得る。
なお、グループリーグ各組2位のチームの成績を比較する際、6チームが属するグループのチームについては、チーム数を合わせて比較するため、当該グループの最下位チームとの対戦戦績を除外する。

## 順位表
| チーム         | 勝点 | 試合 | 勝利 | 引分 | 敗戦 | 得点 | 失点 | 点差 |
| -------------- | ---- | ---- | ---- | ---- | ---- | ---- | ---- | ---- |
| ベルギー       | 26   | 10   | 8    | 2    | 0    | 18   | 4    | +14  |
| クロアチア     | 17   | 10   | 5    | 2    | 3    | 12   | 9    | +3   |
| セルビア       | 14   | 10   | 4    | 2    | 4    | 18   | 11   | +7   |
| スコットランド | 11   | 10   | 3    | 2    | 5    | 8    | 12   | -4   |
| ウェールズ     | 10   | 10   | 3    | 1    | 6    | 9    | 20   | -11  |
| 北マケドニア   | 7    | 10   | 2    | 1    | 7    | 7    | 16   | -9   |

| チーム  | チーム         | AWAY         | AWAY           | AWAY         | AWAY               | AWAY           | AWAY                   |
| チーム  | チーム         | ベルギーの旗 | クロアチアの旗 | セルビアの旗 | スコットランドの旗 | ウェールズの旗 | 北マケドニア共和国の旗 |
| ------- | -------------- | ------------ | -------------- | ------------ | ------------------ | -------------- | ---------------------- |
| H O M E | ベルギー       | X            | 1-1            | 2-1          | 2-0                | 1-1            | 1-0                    |
| H O M E | クロアチア     | 1-2          | X              | 2-0          | 0-1                | 2-0            | 1-0                    |
| H O M E | セルビア       | 0-3          | 1-1            | X            | 2-0                | 6-1            | 5-1                    |
| H O M E | スコットランド | 0-2          | 2-0            | 0-0          | X                  | 1-2            | 1-1                    |
| H O M E | ウェールズ     | 0-2          | 1-2            | 0-3          | 2-1                | X              | 1-0                    |
| H O M E | 北マケドニア   | 0-2          | 1-2            | 1-0          | 1-2                | 2-1            | X                      |

## 競技日程と結果
競技日程は、2011年11月23日にベルギー・ブリュッセルで行われたミーティングによって決定された。
| 2012年9月7日 20:15 (UTC+2) |

| クロアチア          | 1 - 0    | 北マケドニア |
| イェラヴィッチ 69分 | レポート |              |

| スタディオン・マクシミール（ザグレブ） 観客数: 13,883人 主審: アロン・イェフェト |

| 2012年9月7日 19:45 (UTC+1) |

| ウェールズ | 0 - 2    | ベルギー                            |
|            | レポート | コンパニ 41分 · フェルトンゲン 83分 |

| カーディフ・シティ・スタジアム（カーディフ） 観客数: 16,557人 主審: ステファン・ヨハネソン |

| 2012年9月8日 15:00 (UTC+1) |

| スコットランド | 0 - 0    | セルビア |
|                | レポート |          |

| ハムデン・パーク（グラスゴー） 観客数: 47,369人 主審: ヨナス・エリクソン |

| 2012年9月11日 20:30 (UTC+2) |

| セルビア | 6 - 1    | ウェールズ  |
| コラロヴ 16分 · トシッチ 24分 · ジュリチッチ 39分 · タディッチ 55分 · イヴァノヴィッチ 80分 · スレイマニ 90分 | レポート | ベイル 31分 |

| スタディオン・カラジョルジェ（ノヴィ・サド） 観客数: 10,660人 主審: ドゥアルテ・ゴメス |

| 2012年9月11日 20:45 (UTC+2) |

| ベルギー    | 1 - 1    | クロアチア     |
| ジレ 45+1分 | レポート | ペリシッチ 6分 |

| ボードゥアン国王競技場（ブリュッセル） 観客数: 39,987人 主審: アルベルト・ウンディアーノ |

| 2012年9月11日 20:00 (UTC+1) |

| スコットランド | 1 - 1    | 北マケドニア    |
| ミラー 44分    | レポート | ノヴェスキ 11分 |

| ハムデン・パーク（グラスゴー） 観客数: 32,430人 主審: セルゲイ・カラセフ |

| 2012年10月12日 20:30 (UTC+2) |

| 北マケドニア    | 1 - 2    | クロアチア                          |
| イブライミ 16分 | レポート | チョルルカ 33分 · ラキティッチ 61分 |

| トシェ・プロエスキ・アレナ（スコピエ） 観客数: 25,230人 主審: ペーター・ラスムセン |

| 2012年10月12日 20:30 (UTC+2) |

| セルビア | 0 - 3    | ベルギー                                            |
|          | レポート | ベンテケ 34分 · デ・ブライネ 68分 · ミララス 90+1分 |

| スタディオン・ツルヴェナ・ズヴェズダ（ベオグラード） 観客数: 21,650人 主審: パヴェル・クラーロヴェツ |

| 2012年10月12日 19:45 (UTC+1) |

| ウェールズ               | 2 - 1    | スコットランド |
| ベイル 81分 (pen.), 89分 | レポート | モリソン 27分  |

| カーディフ・シティ・スタジアム（カーディフ） 観客数: 23,249人 主審: フロリアン・マイヤー |

| 2012年10月16日 20:30 (UTC+2) |

| クロアチア                              | 2 - 0    | ウェールズ |
| マンジュキッチ 27分 · エドゥアルド 57分 | レポート |            |

| スタディオン・グラドスキ・ヴルト（オシエク） 観客数: 18,000人 主審: アレクサンドル・トゥドール |

| 2012年10月16日 20:30 (UTC+2) |

| 北マケドニア           | 1 - 0    | セルビア |
| イブライミ 59分 (pen.) | レポート |          |

| トシェ・プロエスキ・アレナ（スコピエ） 観客数: 26,181人 主審: トム・ハラルド・ハーゲン |

| 2012年10月16日 20:45 (UTC+2) |

| ベルギー                      | 2 - 0    | スコットランド |
| ベンテケ 69分 · コンパニ 71分 | レポート |                |

| ボードゥアン国王競技場（ブリュッセル） 観客数: 44,132人 主審: バス・ネイハイス |

| 2013年3月22日 18:00 (UTC+1) |

| クロアチア                          | 2 - 0    | セルビア |
| マンジュキッチ 23分 · オリッチ 37分 | レポート |          |

| スタディオン・マクシミール（ザグレブ） 観客数: 35,722人 主審: ジュネット・チャクル |

| 2013年3月22日 20:45 (UTC+1) |

| 北マケドニア | 0 - 2    | ベルギー                                 |
|              | レポート | デ・ブライネ 26分 · アザール 62分 (pen.) |

| トシェ・プロエスキ・アレナ（スコピエ） 観客数: 15,947人 主審: デニス・アイテキン |

| 2013年3月22日 20:00 (UTC+0) |

| スコットランド  | 1 - 2    | ウェールズ                                 |
| ハンリー 45+2分 | レポート | ラムジー 72分 (pen.) · ロブソン＝カヌ 74分 |

| ハムデン・パーク（グラスゴー） 観客数: 39,365人 主審: アントニー・ゴーティエ |

| 2013年3月26日 20:30 (UTC+1) |

| セルビア                | 2 - 0    | スコットランド |
| ジュリチッチ 60分, 65分 | レポート |                |

| スタディオン・カラジョルジェ（ノヴィ・サド） 観客数: 6,500人 主審: ヴァド・イシュトヴァーン |

| 2013年3月26日 20:45 (UTC+1) |

| ベルギー      | 1 - 0    | 北マケドニア |
| アザール 62分 | レポート |              |

| ボードゥアン国王競技場（ブリュッセル） 観客数: 44,230人 主審: オレガリオ・ベンケレンサ |

| 2013年3月26日 19:45 (UTC+0) |

| ウェールズ         | 1 - 2    | クロアチア                        |
| ベイル 21分 (pen.) | レポート | ロヴレン 77分 · エドゥアルド 87分 |

| リバティ・スタジアム（スウォンジー） 観客数: 12,534人 主審: ルカ・バンティ |

| 2013年6月7日 20:15 (UTC+2) |

| クロアチア | 0 - 1    | スコットランド      |
|            | レポート | スノッドグラス 26分 |

| スタディオン・マクシミール（ザグレブ） 観客数: 25,016人 主審: ダビド・フェルナンデス・ボルバラン |

| 2013年6月7日 20:45 (UTC+2) |

| ベルギー                            | 2 - 1    | セルビア      |
| デ・ブライネ 13分 · フェライニ 60分 | レポート | コラロヴ 87分 |

| ボードゥアン国王競技場（ブリュッセル） 観客数: 45,844人 主審: ステファン・ラノワ |

| 2013年9月6日 19:00 (UTC+2) |

| 北マケドニア                              | 2 - 1    | ウェールズ           |
| トリチコフスキ 21分 · トライコフスキ 80分 | レポート | ラムジー 39分 (pen.) |

| トシェ・プロエスキ・アレナ（スコピエ） 観客数: 18,000人 主審: サーシャ・ケファー |

| 2013年9月6日 20:45 (UTC+2) |

| セルビア            | 1 - 1    | クロアチア          |
| ミトロヴィッチ 66分 | レポート | マンジュキッチ 53分 |

| スタディオン・ツルヴェナ・ズヴェズダ（ベオグラード） 観客数: 30,000人 主審: フェリックス・ブリヒ |

| 2013年9月6日 20:00 (UTC+1) |

| スコットランド | 0 - 2    | ベルギー                      |
|                | レポート | ドフール 38分 · ミララス 88分 |

| ハムデン・パーク（グラスゴー） 観客数: 40,284人 主審: パオロ・タグリアヴェント |

| 2013年9月10日 20:30 (UTC+2) |

| 北マケドニア      | 1 - 2    | スコットランド              |
| コストフスキ 84分 | レポート | アンヤ 60分 · マロニー 89分 |

| トシェ・プロエスキ・アレナ（スコピエ） 観客数: 14,093人 主審: フレディ・フォトレル |

| 2013年9月10日 19:45 (UTC+1) |

| ウェールズ | 0 - 3    | セルビア                                                   |
|            | レポート | ジョルジェビッチ 8分 · コラロヴ 38分 · マルコヴィッチ 55分 |

| カーディフ・シティ・スタジアム（カーディフ） 観客数: 10,923人 主審: シモン・マルチニャク |

| 2013年10月11日 18:00 (UTC+2) |

| クロアチア          | 1 - 2    | ベルギー          |
| クラニチャール 83分 | レポート | ルカク 15分, 38分 |

| スタディオン・マクシミール（ザグレブ） 観客数: 13,000人 主審: ハワード・ウェブ |

| 2013年10月11日 19:45 (UTC+1) |

| ウェールズ    | 1 - 0    | 北マケドニア |
| チャーチ 67分 | レポート |              |

| カーディフ・シティ・スタジアム（カーディフ） 観客数: 11,257人 主審: スレン・バリヤン |

| 2013年10月15日 20:30 (UTC+2) |

| セルビア                                                                                           | 5 - 1    | 北マケドニア      |
| リストフスキ 16分 (o.g.) · バスタ 19分 · コラロヴ 38分 · タディッチ 54分 · シュチェポヴィッチ 74分 | レポート | ヤホヴィッチ 83分 |

| スタディオン・ヤゴディナ（ヤゴディナ） 観客数: 8,294人 主審: リハルド・トルトズ |

| 2013年10月15日 21:00 (UTC+2) |

| ベルギー          | 1 - 1    | ウェールズ    |
| デ・ブライネ 64分 | レポート | ラムジー 88分 |

| ボードゥアン国王競技場（ブリュッセル） 観客数: 45,401人 主審: セルゲイ・カラセフ |

| 2013年10月15日 20:00 (UTC+1) |

| スコットランド                        | 2 - 0    | クロアチア |
| スノッドグラス 29分 · ネイスミス 73分 | レポート |            |

| ハムデン・パーク（グラスゴー） 観客数: 30,172人 主審: オヴィディウ・アリン・ハツェガン |